# Hot & Heavy
Hot & Heavy è una raccolta della band tedesca Scorpions, pubblicata nel 1993.
Si tratta dell'ennesimo tentativo da parte della casa discografica RCA Records di sfruttare il momento di successo raggiunto dalla band pubblicando un'ulteriore antologia dei brani di cui conserva i diritti, cioè quelli incisi dal 1974 al 1978 e corrispondente al periodo in cui nella band ha militato il chitarrista Uli John Roth.

## Tracce
1. He's a Woman - She's a Man – 3:14
2. Speedy's Coming – 3:33
3. Catch Your Train – 3:34
4. Dark Lady – 3:25
5. Far Away – 5:39
6. Steamrock Fever – 3:35
7. The Riot of Your Time – 4:10
8. Robot Man – 2:42
9. Polar Nights – 5:04
10. I've Got to Be Free – 4:00